# Hamilton Ricard
Hamilton Ricard Cuesta (Quibdó, Colombia, 12 de enero de 1974) es un exfutbolista y entrenador colombiano. Jugaba como delantero, tras veinte años de carrera profesional disputó en total entre clubes y la selección 595 partidos y anotó 207 goles dejando una gran imagen en el fútbol internacional. Trabaja como entrenador de delanteros en el Atlético Huila desde 2023.

## Trayectoria

### Deportivo Cali
Debutó con el equipo azucarero en 1992 y se mantuvo hasta marzo de 1997 cuando es contratado por pedido de Bryan Robson en el Middlesbrough Football Club de Inglaterra. Con el Deportivo Cali se destacó en 192 partidos anotando 79 goles en su primera etapa.

### Middlesbrough Football Club
Desde algunos meses atrás (marzo de 1997) el popular 'Boro' lo venía siguiendo hasta que finalmente llegaron a un acuerdo entre el Deportivo Cali y él siendo fichado por casi 2 millones de euros siendo una cifra elevada para la época. Como anécdota curiosa y divertida el día en el que se llegó al acuerdo Hamilton no había llevado sus documentos personales y en una servilleta se finiquito el contrato como él lo comentó en un medio de comunicación. (REFERENCIA: http://colombia.as.com/colombia/2015/08/06/futbol/1438880916_800514.html)
A su llegada a Inglaterra fue directo al estadio del club y presentado informalmente dado que el club estaba afrontando un encuentro de segunda división, pero la noticia de que él era el nuevo jugador ya se sabía y cariñosa y cálidamente los hinchas le gritaban 'Colombia, Colombia, Colombia, Hamilton vamos a ascender' el DT Brain Robson confió en él y con el paso del tiempo y en la antepenúltima jornada del todos contra todos Hamilton marcó un doblete que clasificó al club a la instancia final donde se consagrarían campeones.
Su mejor momento fue en la temporada 1998-1999 de la Premier League donde fue el máximo goleador cerca 5 meses pero después disminuyó su frecuencia goleadora y quedó en cuarto lugar con (15 goles) por detrás de Andy Cole y Nicolas Anelka (con 17 goles),  Dwight Yorke, Michael Owen y Jimmy Floyd Hasselbaink (con 18 goles).
Se marchó del club y de la Premier dejando una buena imagen disputando 115 partidos y marcando 56 goles entre 1997 y 2001.

### CSKA Sofía
Continuo en Europa por 2 años en el fútbol de Bulgaria donde no trascendió mucho.

### Japón y regreso a Colombia
Tras 7 años en el fútbol europeo toma rumbo a Japón donde ficha con el Shonan Bellmare donde juega algunos meses y regresa a Colombia después de casi 8 años fuera del país fichando con el Cortulua donde juega poco y decide retomar su carrera fuera del FPC.

### Emelec
Tras una baja notable en su frecuencia goleadora el equipo 'eléctrico' lo ficha por seis meses donde retomó su nivel de una gran manera marchándose del club con un promedio goleador de 0,50 que le valieron para regresar al fútbol europeo.

### Regreso a Europa
Luego de haber militado 8 años en el Viejo Continente entre Inglaterra y Bulgaria ya tenía un re-nombre sumado a que en el fútbol del Ecuador había registrado buenos números el APOL Nicosia de Chipre lo ficha y se consagra en 2 ocasiones campeón con este club.
En 2006 toma rumbo a España donde ficha con un club poco conocido, el Numancia, donde marcó dos goles en 16 partidos.

### Uruguay, China y Chile
En Uruguay fue fichado por Danubio donde celebró 3 títulos, anotó 15 goles además de jugar la Copa Libertadores.
Regreso al fútbol Asiático luego de su paso por Japón y tuvo su revancha en el fútbol Chino donde fue campeón con el Shanghai Shenhua donde anotó 14 goles.
Con el Deportes Concepción fue subcampeón de la copa de Chile donde jugó 4 partidos y marcó 3 goles en total celebró en 8 ocasiones.

### Retiro
Entre idas y venidas por Europa y Asia, Hamilton sumó 13 años en el fútbol internacional y quería regresar a su natal Colombia para retirarse y para enero de 2011 Hernando Ángel dueño del Deportes Quindio le brindó la posibilidad de hacerlo a lo cual le respondió de gran manera ya que su primer gol con el equipo cullabro fue el número 200 en su cuenta personal. Tras estar un año y medio en Armenia el Cortulua lo confirma como refuerzo para la finalización de la primera B 2012, con el equipo corazón Hamilton no logró anotar ningún gol y fue expulsado en tres ocasiones.
Tras veinte años de carrera profesional disputó en total entre clubes y la selección 573 partidos y anotó 217 goles dejando una gran imagen en el fútbol internacional.

## Selección Colombia
La representación en la Selección Colombia de Ricard fue en el debut del 4 de febrero de 1995 contra el País Vasco resultado 0-0 empatando a la representación de Euskadi.[cita requerida] En 1997 participó en la Copa América 1997. Allí jugó cuatro partidos y anotó un gol, perdiendo 1:2 en el partido contra México, y la Selección Colombia fue eliminada en los cuartos de final del torneo.
En 1998, Ricard fue un miembro del equipo que fue a la Copa Mundial de Fútbol de 1998. Sólo apareció en un juego en la segunda mitad entera donde perdieron por 0-2 en duelo con Inglaterra quedando eliminado en fase de grupos.
En 1999, Ricard tomó parte en la Copa América 1999. Él jugó en este torneo de cuatro partidos y anotó un gol (en la victoria por 2-1 ante Ecuador), y la Colombia, así como en los dos años anteriores fue eliminado en los cuartos de final.
Su último partido en el marco de Ricard jugó el 26 de abril de 2000. Fue un partido de clasificación para la Copa del Mundo de 2002 contra Bolivia en La Paz y el marcador final fue 1-1. En general la representación de Ricard en la Selección de fútbol de Colombia fue de 27 partidos y 5 goles.

### Participaciones enCopas del Mundo
| Mundial                 | Sede    | Resultado      | PJ | GA | Asis |
| ----------------------- | ------- | -------------- | -- | -- | ---- |
| Mundial de Francia 1998 | Francia | Fase de grupos | 1  | 0  | 0    |

### Participaciones enCopas América
| Torneo                 | Sede                   | Resultado              | PJ | GA | Asis |
| ---------------------- | ---------------------- | ---------------------- | -- | -- | ---- |
| Copa América 1997      | Bolivia                | Cuartos de final       | 4  | 1  | 0    |
| Copa América 1999      | Paraguay               | Cuartos de final       | 4  | 1  | 0    |
| Total en Copas América | Total en Copas América | Total en Copas América | 8  | 2  | 0    |

### Participaciones enEliminatorias al Mundial
| Eliminatorias                               | Equipo                 | Sede del Mundial       | Posición               | Resultado   | PJ | GA | Asis |
| ------------------------------------------- | ---------------------- | ---------------------- | ---------------------- | ----------- | -- | -- | ---- |
| Eliminatorias Mundial de Francia 1998       | Colombia               | Francia                | 3°lugar 28pts          | Clasificado | 6  | 2  | 0    |
| Eliminatorias Mundial de Corea y Japón 2002 | Colombia               | Corea del Sur y Japón  | 6°lugar 27pts          | Eliminado   | 2  | 0  | 0    |
| Total en Eliminatorias                      | Total en Eliminatorias | Total en Eliminatorias | Total en Eliminatorias | 1/2         | 8  | 2  | 0    |

### Goles internacionales
| # | Fecha      | Lugar                                       | Rival     | Gol | Resultado | Competición                |
| - | ---------- | ------------------------------------------- | --------- | --- | --------- | -------------------------- |
| 1 | 11-02-1995 | Estadio de Fútbol, Sídney                   | Australia | 1-0 | 1-0       | Amistoso internacional     |
| 2 | 08-06-1997 | Estadio Centenario, Montevideo              | Uruguay   | 1-1 | 1-1       | Clasificación Mundial 1998 |
| 3 | 13-06-1997 | Estadio Ramón Tahuichi Aguilera, Santa Cruz | México    | 1-2 | 1-2       | Copa América 1997          |
| 4 | 05-07-1997 | Estadio Nacional, Santiago                  | Chile     | 1-3 | 1-4       | Clasificación Mundial 1998 |
| 5 | 07-07-1999 | Estadio Feliciano Cáceres, Luque            | Ecuador   | 2-0 | 2-1       | Copa América 1999          |

## Estadísticas

### Clubes
| Club                        | Div.                | Temporada           | Liga  | Liga  | Copas | Copas | Internacional | Internacional | Total | Total |
| Club                        | Div.                | Temporada           | Part. | Goles | Part. | Goles | Part.         | Goles         | Part. | Goles |
| --------------------------- | ------------------- | ------------------- | ----- | ----- | ----- | ----- | ------------- | ------------- | ----- | ----- |
| Deportivo Cali · Colombia   | 1.ª                 | 1992                |       |       | -     | -     | -             | -             |       |       |
| Deportivo Cali · Colombia   | 1.ª                 | 1993                | 15    | 5     | -     | -     | -             | -             | 15    | 5     |
| Deportivo Cali · Colombia   | 1.ª                 | 1994                | 46    | 17    | -     | -     | -             | -             | 46    | 17    |
| Deportivo Cali · Colombia   | 1.ª                 | 1995                | 17    | 0     | -     | -     | -             | -             | 17    | 0     |
| Deportivo Cali · Colombia   | 1.ª                 | 1995-96             |       |       | -     | -     | -             | -             |       |       |
| Deportivo Cali · Colombia   | 1.ª                 | 1996-97             |       | 36    | -     | -     | 5             | 2             |       | 38    |
| Middlesbrough Inglaterra    | 1.ª                 | 1998                | 9     | 2     | 1     | 0     | -             | -             | 10    | 2     |
| Middlesbrough Inglaterra    | 1.ª                 | 1998-99             | 36    | 15    | 4     | 3     | -             | -             | 40    | 18    |
| Middlesbrough Inglaterra    | 1.ª                 | 1999-00             | 34    | 12    | 4     | 2     | -             | -             | 38    | 14    |
| Middlesbrough Inglaterra    | 1.ª                 | 2000-01             | 27    | 4     | 6     | 5     | -             | -             | 33    | 9     |
| Middlesbrough Inglaterra    | 1.ª                 | 2001                | 9     | 0     | 2     | 0     | -             | -             | 11    | 0     |
| Middlesbrough Inglaterra    | Total               | Total               | 115   | 33    | 17    | 10    | 0             | 0             | 132   | 43    |
| CSKA Sofia Bulgaria         | 1.ª                 | 2001                | 9     | 1     | 3     | 1     | -             | -             | 12    | 2     |
| CSKA Sofia Bulgaria         | Total               | Total               | 9     | 1     | 3     | 1     | 0             | 0             | 12    | 2     |
| Santa Fe · Colombia         | 1.ª                 | 2002                | 11    | 1     | -     | -     | -             | -             | 11    | 1     |
| Santa Fe · Colombia         | Total               | Total               | 11    | 1     | 0     | 0     | 0             | 0             | 11    | 1     |
| Shonan Bellmare Japón       | 1.ª                 | 2003                | 12    | 2     | -     | -     | -             | -             | 12    | 2     |
| Shonan Bellmare Japón       | Total               | Total               | 12    | 2     | 0     | 0     | 0             | 0             | 12    | 2     |
| Cortuluá · Colombia         | 1.ª                 | 2003                | 3     | 0     | -     | -     | -             | -             | 3     | 0     |
| Emelec · Ecuador            | 1.ª                 | 2004                | 25    | 17    | -     | -     | -             | -             | 25    | 17    |
| Emelec · Ecuador            | Total               | Total               | 25    | 17    | 0     | 0     | 0             | 0             | 25    | 17    |
| APOEL Nicosia Chipre        | 1.ª                 | 2005                | 15    | 6     | -     | -     | -             | -             | 15    | 6     |
| APOEL Nicosia Chipre        | Total               | Total               | 15    | 6     | 0     | 0     | 0             | 0             | 15    | 6     |
| Deportivo Cali · Colombia   | 1.ª                 | 2005                | 6     | 0     | -     | -     | -             | -             | 6     | 0     |
| Deportivo Cali · Colombia   | Total               | Total               | 192   | 79    | 0     | 0     | 5             | 2             | 197   | 81    |
| Deportivo Numancia · España | 1.ª                 | 2006                | 16    | 2     | -     | -     | -             | -             | 16    | 2     |
| Deportivo Numancia · España | Total               | Total               | 16    | 2     | 0     | 0     | 0             | 0             | 16    | 2     |
| Danubio · Uruguay           | 1.ª                 | 2006-07             | 25    | 11    | 1     | 0     | 1             | 0             | 27    | 11    |
| Shanghai Shenhua China      | 1.ª                 | 2007                | 15    | 5     | -     | -     | -             | -             | 15    | 5     |
| Shanghai Shenhua China      | 1.ª                 | 2008                | 27    | 9     | -     | -     | -             | -             | 27    | 9     |
| Shanghai Shenhua China      | Total               | Total               | 42    | 14    | 0     | 0     | 0             | 0             | 42    | 14    |
| Danubio · Uruguay           | 1.ª                 | 2009                | 10    | 3     | -     | -     | -             | -             | 10    | 3     |
| Danubio · Uruguay           | Total               | Total               | 35    | 14    | 1     | 0     | 1             | 0             | 37    | 14    |
| Deportes Concepción · Chile | 1.ª                 | 2010                | 16    | 5     | 4     | 4     | -             | -             | 20    | 9     |
| Deportes Concepción · Chile | Total               | Total               | 16    | 5     | 4     | 4     | 0             | 0             | 20    | 9     |
| Deportes Quindío · Colombia | 1.ª                 | 2011                | 17    | 8     | -     | -     | -             | -             | 17    | 8     |
| Deportes Quindío · Colombia | 1.ª                 | 2012                | 13    | 2     | 5     | 1     | -             | -             | 18    | 3     |
| Deportes Quindío · Colombia | Total               | Total               | 30    | 10    | 5     | 1     | 0             | 0             | 35    | 11    |
| Cortuluá · Colombia         | 1.ª                 | 2013                | 11    | 0     | -     | -     | -             | -             | 11    | 0     |
| Cortuluá · Colombia         | Total               | Total               | 14    | 0     | 0     | 0     | 0             | 0             | 14    | 0     |
| Total en su carrera         | Total en su carrera | Total en su carrera | 532   | 184   | 30    | 16    | 6             | 2             | 568   | 202   |

### Selección
| Selección                | Año                      | Partidos | Goles |
| ------------------------ | ------------------------ | -------- | ----- |
| Colombia Mayores         | 1995                     | 3        | 1     |
| Colombia Mayores         | 1996                     | 1        | 0     |
| Colombia Mayores         | 1997                     | 13       | 3     |
| Colombia Mayores         | 1998                     | 2        | 0     |
| Colombia Mayores         | 1999                     | 6        | 1     |
| Colombia Mayores         | 2000                     | 2        | 0     |
| Total                    | Total                    | 27       | 5     |
| Total Selección Colombia | Total Selección Colombia | 27       | 5     |

## Palmarés

### Campeonatos nacionales
| Título                     | Club           | País     | Año     |
| -------------------------- | -------------- | -------- | ------- |
| Primera División           | Deportivo Cali | Colombia | 1995-96 |
| Primera División de Chipre | APOEL FC       | Chipre   | 2003-04 |
| Supercopa de Chipre        | APOEL Nicosia  | Chipre   | 2004    |
| Torneo Apertura            | Danubio        | Uruguay  | 2006    |
| Torneo Clausura            | Danubio        | Uruguay  | 2007    |
| Campeonato Uruguayo        | Danubio        | Uruguay  | 2006-07 |

### Copas internacionales
| Título               | Club             | País  | Año  |
| -------------------- | ---------------- | ----- | ---- |
| Copa de Campeones A3 | Shanghái Shenhua | China | 2007 |

### Distinciones individuales
| Distinción                          | Año     |
| ----------------------------------- | ------- |
| Máximo Goleador Categoría Primera A | 1996-97 |